# Live Eschaton
Live Eschaton (stylizowany zapis Live ΕΣΧΗΑΤΟΝ) – pierwsze wydawnictwo VHS polskiej grupy muzycznej Behemoth, wydane w 2000 roku nakładem Metal Mind Productions. 
Nagrania zostały wznowione w 2002 roku przez firmę Metal Mind Productions na płycie DVD zatytułowanej Live Eschaton: The Act of Rebellion. Zespół uznał tę edycję za nieoficjalną. W 2009 roku wytwórnia ponownie wznowiła wydawnictwo wraz z dołączoną dodatkowo CD zawierającą m.in. nagrania z albumów Pandemonic Incantations (1998) i Satanica (1999).

## Lista utworów
Opracowano na podstawie materiału źródłowego.
| Nr  | Tytuł utworu                          | Słowa               | Muzyka      | Długość |
| --- | ------------------------------------- | ------------------- | ----------- | ------- |
| 1.  | „Decade of ΘΕΡΙΟΝ”                    | Krzysztof Azarewicz | Adam Darski | 3:49    |
| 2.  | „LAM”                                 | Krzysztof Azarewicz | Adam Darski | 4:09    |
| 3.  | „Satan's Sword (I Have Become)”       | Adam Darski         | Adam Darski | 4:42    |
| 4.  | „From The Pagan Vastlands”            | Tomasz Krajewski    | Adam Darski | 3:23    |
| 5.  | „Driven by the Five-Winged Star”      | Adam Darski         | Adam Darski | 5:23    |
| 6.  | „The Entrance to the Spheres of Mars” | Adam Darski         | Adam Darski | 4:33    |
| 7.  | „Starspawn”                           | Adam Darski         | Adam Darski | 3:19    |
| 8.  | „Carnage (cover Mayhem)”              |                     |             | 3:58    |
| 9.  | „Chant for ΕΣΧΗΑΤΟΝ 2000”             | Krzysztof Azarewicz | Adam Darski | 6:30    |
| 10. | „Pure Evil & Hate”                    | Adam Darski         | Adam Darski | 4:42    |
| 11. | „Decade of ΘΕΡΙΟΝ (teledysk)”         | Krzysztof Azarewicz | Adam Darski | 3:19    |
| 12. | „Chant for ΕΣΧΗΑΤΟΝ 2000 (teledysk)”  | Krzysztof Azarewicz | Adam Darski | 5:17    |
|     |                                       |                     |             | 53:04   |

## Twórcy
| - Adam "Nergal" Darski – śpiew, gitara elektryczna - Zbigniew "Inferno" Promiński – perkusja - Mateusz "Havoc" Śmierzchalski – gitara elektryczna - Marcin "Novy" Nowak – gitara basowa - Dariusz Kawka – zdjęcia - Metal Hammer – zdjęcia - Piotr Brzeziński – miksowanie - Bartosz Cichoński – kamera - Dariusz Posłuszny – kamera | - Marcin Maron – kamera - Roman Piotrowski – kamera - Sebastian Molski – kamera - Wojciech Kursa – kamera - Artur Wojewoda – montaż - Waldemar Szwajda – montaż - Jeremi Grzywa – światła - Fotis – światła - Piotr Wolański – miksowanie obrazu |

## Wydania
| Rok  | Tytuł                                | Nr katalogowy | Format                        | Wytwórnia                | Region            | Źródło |
| ---- | ------------------------------------ | ------------- | ----------------------------- | ------------------------ | ----------------- | ------ |
| 2000 | Live Eschaton                        | —             | VHS                           | Metal Mind Productions   | Polska            | [ 4 ]  |
| 2002 | Live Eschaton: The Act of Rebellion  | MMP DVD 0002  | DVD-V                         | Metal Mind Productions   | Polska            | [ 5 ]  |
| 2002 | Live ΕΣΧΗΑΤΟΝ: The Art of Rebellion  | DR-4338       | DVD-V, NTSC, Multichannel, RE | Music Video Distributors | Stany Zjednoczone | [ 6 ]  |
| 2009 | Live ΕΣΧΗΑΤΟΝ - The Art of Rebellion | MMP DVD 0169  | DVD-V + CD, Album +, Ltd, A5  | Metal Mind Productions   | Polska            | [ 6 ]  |